# Distrito de Imphal oriental
Imphal oriental es un distrito de la India en el estado de Manipur. Código ISO: IN.MA.EI.
Comprende una superficie de 710 km².
El centro administrativo es la ciudad de Porompat.

## Demografía
Según censo 2011 contaba con una población total de 452 661 habitantes, de los cuales 227 531 eran mujeres y 225 130 varones.